# Тофт, Роб
Роберт Петер (Роб) Тофт (нидерл. Robert Peter (Rob) Toft; род. 23 ноября 1949, Батавия) — нидерландский хоккеист на траве, вратарь. Участник летних Олимпийских игр 1976 года.

## Биография
Роб Тофт родился 23 ноября 1949 года в индонезийском городе Батавия (сейчас Джакарта).
Играл в хоккей на траве в чемпионате Нидерландов за «Кампонг» из Утрехта. В 1986 году в его составе стал обладателем Кубка европейских чемпионов.
В 1976 году вошёл в состав сборной Нидерландов по хоккею на траве на летних Олимпийских играх в Монреале, занявшей 4-е место. Играл на позиции вратаря, провёл один матч против сборной Канады, в котором пропустил один мяч.
В течение карьеры провёл за сборную Нидерландов 4 матча.
В 1986 году был принят в почётные члены клуба «Кампонг».